# Näckrosbock
Näckrosbock (Donacia crassipes) är en skalbaggsart som beskrevs av Fabricius 1775. Den ingår i släktet rörbockar och familjen bladbaggar.

## Beskrivning
Näckrosbocken är en förhållandevis stor och kraftigt byggd skalbagge. Mellankroppen är dock smal, men täckvingarna är breda och platta. Kroppens ovansida är vanligen mörkt blå, violett, grönaktig eller kopparbrun. Täckvingarna är försedda med punkter, som är starkare metallglänsande och med annan färg än omgivningen. De långa benen och antennerna har bruna markeringar. Honan och hanen kan särskiljas på att de förlängda och förtjockade baklåren har en tand hos honan, två tänder hos hanen. Kroppslängden varierar mellan 8 och 11,5 mm. En förväxlingsart är gäddnatebock (Donacia versicolorea), men den senares täckvingar är mindre.

## Utbredning
Utbredningsområdet omfattar Mellan- och Nordeuropa från Brittiska öarna i väster till Finland, Estland och västra Belarus i öster, samt från Norge, Sverige och Finland i norr till sydöstra Frankrike i söder. Arten förekommer i hela Norden. I Sverige finns den i större delen av landet utom Öland och fjällkedjan, medan den i Finland, där den betraktas som väletablerad och vanlig, har observerats i större delen av landet utom längst i norr (Rovaniemi och norrut); dock har flest observationer gjorts i söder (inklusive Åland).
Arten är klassificerad som livskraftig ("LC") i både Sverige och Finland.

## Ekologi
Habitatet utgörs av lugna åar, näringsrika sjöar samt tjärnar och gölar, alla med tillgång till näckrosor, både vita näckrosor (Nymphaea sp.) och gul näckros (Nuphar lutea). De vuxna skalbaggarna uppehåller sig på näckrosbladen, som de också lever av, och visar sig främst under juni till juli.
Larverna utvecklas på näckrosornas undre delar. Larvutvecklingen tar tre år, och avslutas med att de fullbildade individerna övervintrar i puppkokongen.